# Internazionali di Modena 2005
Gli Internazionali di Modena 2005 sono stati un torneo di tennis giocato sulla terra rossa. È stata la 1ª edizione degli Internazionali di Modena, che fa parte della categoria Tier IV nell'ambito del WTA Tour 2005. Si è giocato a Modena in Italia, dall'11 al 17 luglio 2005.

## Campioni

### Singolare
Anna Smashnova ha battuto in finale  Tathiana Garbin che si è ritirata sul punteggio di 6–6

### Doppio
Julija Bejhel'zymer /  Mervana Jugić-Salkić hanno battuto in finale  Gabriela Navrátilová /  Michaela Paštiková con il punteggio di 6–2, 6–0